# Мануїл I Харітопул
Мануїл I Харітопул (грец. Μανουήλ Α΄ Χαριτόπουλος; д/н — 1222) — константинопольський патріарх у 1217—1222 роках.

## Життєпис
Походив зі знатного провенційного роду Карандинів. Навчався у Михайла Пселла. Був дияконом у Константинополі і мав титул «найвищий з філософів» (іпат тон філософон грец. hypatos ton philosophon). У 1204 році він залишив Константинополь після захоплення міста хрестоносцями.
У січні 1217 року обирається новим Константинопольським патріархом. Його інтронізація відбулася в березні 1217 року. 1219 року надав Сербський церкві статус автокефалії, де був лсвячений перший архієпископ Сава Неманич.
У 1219—1220 роках брав участь у перемовинах між імператором Феодором I Ласкарісом і латинським імператором Робертом I про мирну угоду та шлюб останнього з донькою Феодора I (ймовірно відновлено перемовини, що починав попередник Максим II). Патріарх двічі відмовився дати згоду на шлюб з канонічних підстав, оскільки можливе побружжя доводилися один одному стрийкою і небогою. Це спричинило конфлікт патріарха з імператором Феодором I, що тривав до смерті того наприкінці 1221 або напочатку 1222 року. У травні 1222 року помер й Мануїл I. Новим патріархом став Герман II.